# Senna pilifera
Senna pilifera är en ärtväxtart som först beskrevs av Julius Rudolph Theodor Vogel, och fick sitt nu gällande namn av Howard Samuel Irwin och Rupert Charles Barneby. Senna pilifera ingår i släktet sennor, och familjen ärtväxter.

## Underarter
Arten delas in i följande underarter:
- S. p. pilifera
- S. p. subglabra
- S. p. tubata